# 约翰·策勒博尔
约翰·策勒博尔（德語：Johann Zelebor，1815年2月5日—1869年2月19日）是奥地利的博物学家、插画家和动物学家。
1845年之前，他是一名木匠，之后在维也纳的自然历史博物馆担任动物标本剥制师。1857年，他成为上述机构的助理，后来晋升为“兼任策展人”。
他参加了奥地利巡防舰诺瓦拉号环游地球之旅远征（Reise der österreichischen Fregatte Novara um die Erde (1861–1876)）。除了诺瓦拉探险之外，泽勒博尔在他的职业生涯中还进行了巴尔干半岛、克里特岛和埃及的动物学之旅。